# Термостійкість гірських порід
Термостійкість гірських порід (рос. термостойкость горных пород, англ. heat resistance of rocks,  heat stability of rocks; нім. Wärmebeständigkeit f der Gesteine) – властивість гірських порід зберігати міцність при високій т-рі. Зниження міцності породи при нагріванні відбувається внаслідок проростання тріщин в породі під впливом розтягуючих напружень, які виникають при розширенні нагрітого об'єму породи. Величину Т. оцінюють показником термобуримості (П): П = αЕ/σСк, де α - коеф. лінійного теплового розширення, Е - модуль Юнга, σ - межа міцності при розтягненні, С - питома теплоємність, к - коеф. пластичності породи. У мономінеральних г.п. зниження міцності відбувається тільки при нерівномірному нагріванні, а у полімінеральних – при будь-якому способі нагрівання, тому останні порівняно менш термостійкі. Найбільшу Т. мають породи основного складу: перидотит, габро (0,01), діабаз (0,011), з мінералів – графіт (0,002) і антрацит (0,005).